# Вулиця Персенківка
Вулиця Персенківка — вулиця у Сихівському районі міста Львова, у місцевості Персенківка. З'єднує вулицю Стрийську з вулицею Хортицькою.

## Історія
Вулиця названа так 1934 року, на честь львівського купця Якова Персінґа, власника фільварку, що був розташований у цій місцевості у XVII столітті. На вулиці залишилося декілька трьохсотлітніх дубів, які свідчать про те, що тут колись знаходився фільварок.

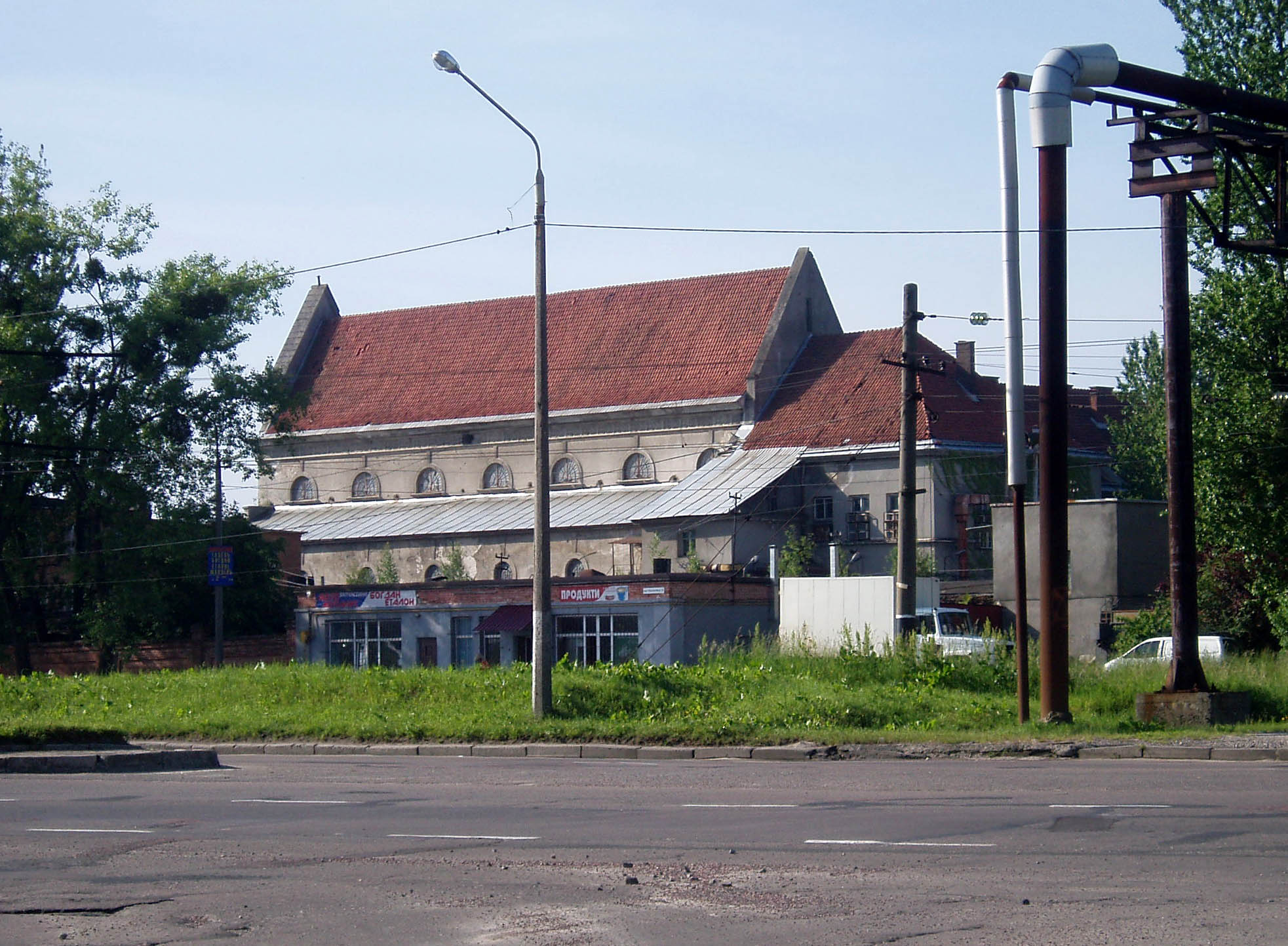
Костел і монастир кармелітів босих на Персенківці

У 1970-х роках минулого століття частина вулиці мала назву Іподромна, бо до війни тут був розташований іподром, територію якого пізніше забудували корпусами Львівського автобусного заводу. В межах території автобусного заводу опинився й костел і монастир кармелітів босих, збудований у 1930-х роках на Персенківці, а приміщення монастиря у 1940-х роках переобладнали під заводський гуртожиток.
Неподалік залізничної станції Персенківка до 1940 року стояв пам'ятник, споруджений на честь польських вояків, полеглих тут у польсько-українській війні 1918-1919 років.

## Забудова
У забудові вулиці присутні одно- та двоповерхові будинки споруджені у стилі польського конструктивізму 1930-х років, а також присутня одно- і двоповерхова барачна житлова 1950-х років, одноповерхова садибна та промислова забудова. 
На вулиці Персенківці у повоєнні часи розташовувався деревно-декоративний розсадник.
№ 10. ВАТ «Український інститут автобусо-тролейбусобудування».